# الألغام في اليمن
الألغام في اليمن خلال سبعينات القرن العشرين جرت صراعات بين اليمن الشمالي والجنوبي قبل تحقيق الوحدة اليمنية في العام 1990م. أثناء الصراع مع الجبهة كانت الجماهيرية الليبية تدعم الجبهة الوطنية في المناطق الوسطى من اليمن والتي كانت تؤيد الجنوب اليمني الذي كانت تحكمه الاشتراكية، وحسب ما تناقلته الوسائل الإعلامية فإن (1) مليون لغم قدمته ليبيا لمؤيديها في شمال اليمن (تحديداً المناطق الوسطى). ورغم انتهاء الصراع إلاَّ أن الأضرار التي خلفتها الألغام لم تنته بعد، ولازال تحصد ضحايا من المواطنين حتى الآن، وحسب رئيس لجنة شؤون الألغام في اليمن قاسم الأعجم فإن السجل الوطني للألغام الذي نفذ مؤخراَ حدد (592) منطقة متأثرة بالألغام في 19 من 21 محافظة. بلغ عدد ضحايا الألغام اليمنيين نحو (50) ألف ضحية 96% منهم من الأطفال.
في 2007 رفع محام يمني دعوى قضائية ضد الرئيس الليبي معمر القذافي معتبرا أنه مسؤول عن أحداث التخريب وزرع الألغام في المناطق الوسطى باليمن خلال حقبة السبعينيات والثمانينيات. وقال المحامي محمد علي علاو إنه حصل على توكيل من (180) شخصا من أسر الضحايا، وثمانية منهم من أسرته.
ألقت الجماهيرية الليبية بكل ثقلها في أوائل الثمانينات على رهان الإطاحة بنظام الرئيس علي عبد الله صالح من خلال الدعم التسليحي المفتوح للجبهة الوطنية- وهي قوى مناهضة لنظام صنعاء، أحتضنها نظام الشطر الجنوبي- لتتحول جميع مناطق الأطراف بين الشطرين إلى أكبر حقل ألغام عرفته منطقة الشرق الأوسط، ولتتحول البندقية المعروفة بـ (الليبي) إلى تقليعة اليمن التي يجوب بها الصغار والكبار كل مكان من أرجاء اليمن ليشيعوا الموت بكل من يعترض طريقهم.إن حسابات المرحلة الحالية لا يمكن أن تـُقرأ بغير نفس الأرقام التي حملها نظام العقيد القذافي لرسم معادلاته لمستقبل الجزيرة العربية والخليج’ ومن نفس نظرة «غرور الزعامة» و«داء العظمة» التي تدفعه للاعتقاد بأنه زعيم فوق كل الرهانات.

## 2015
زرع الحوثيين ألغام مضادة للأفراد في عدن وأبين، بحلول 12 أغسطس، قامت الفرق المختصة بإزالة 91 لغماً مضاداً للأفراد، تنقسم إلى نوعين، في عدن، و666 لغما مضادا للعربات، و316 عبوة ناسفة بدائية الصنع، وعدد من القنابل اليدوية والقذائف والصواعق. كما قال المسؤولون إن عرباتهم ومعدات الحماية وأغراض أخرى تابعة لهم نُهبت أثناء المعارك الأخيرة في عدن.
تسببت الألغام الأرضية بمقتل 98 شخصاً وإصابة 332 آخرين، في عدن وأبين ولحج، منذ منذ سيطرة الحكومة عليها في منتصف يوليو حتى 19 أغسطس. حيث قدرت عدد الألغام في المحافظات الثلاث بأكثر من 150 ألف لغم.
حيث زرع الحوثيون الألغام في مناطق وطرقات المحافظات الجنوبية الأربع التي تم دحر الحوثيين منها - عدن وأبين والضالع ولحج - وذكر التقرير الحكومي أن «مشكلة الألغام لم تقتصر على المحافظات الأربع المذكورة فقط، بل طاولت محافظات وسط اليمن أيضاً، إذ ظهرت حوادث الألغام الأرضية في كل من محافظة تعز والبيضاء ومحافظة مأرب ومحافظة شبوة».
وقال «المركز التنفيذي للبرنامج الوطني للتعامل مع الألغام فرع عدن، أنه استطاع جمع نحو 1173 لغماً وقطعة ذخيرة غير متفجرة، بين 13 يوليو و 10 أغسطس».
وبعد سيطرة القوات الحكومية على مأرب، بدأت فرق متخصصة بنزع ما قدر ب17,000 لغم زرعه الحوثيين في مأرب.